# 東上重原
東上重原（ひがしかみしげはら）は、愛知県知立市にある地名。現行行政地名は東上重原1丁目から東上重原6丁目。

## 地理
知立市の中央部に位置している。

## 歴史
- 2007年（平成19年）10月5日 - 知立第三土地区画整理事業に伴い、東上重原1丁目及び東上重原6丁目を設置[1]。
- 2008年（平成20年）10月31日 - 知立上重原特定土地区画整理事業、東上重原1丁目から東上重原6丁目を設置[6]。

### 町名の変遷
| 実施後        | 実施年月日                 | 実施前（各町名ともその一部）                                  |
| ------------- | -------------------------- | ------------------------------------------------------------- |
| 東上重原1丁目 | 2007年（平成19年）10月5日  | 新地町古田 上重原町長篠の各一部                               |
| 東上重原1丁目 | 2008年（平成20年）10月31日 | 上重原町夕田 上重原町長篠 上重原町蔵福寺 新地町古田の各一部   |
| 東上重原2丁目 | 2008年（平成20年）10月31日 | 上重原町夕田 上重原町長篠の各一部                             |
| 東上重原3丁目 | 2008年（平成20年）10月31日 | 上重原町腰前 上重原町夕田の各一部                             |
| 東上重原4丁目 | 2008年（平成20年）10月31日 | 上重原町島間 上重原町返萬燈 上重原町夕田 上重原町長篠の各一部 |
| 東上重原5丁目 | 2008年（平成20年）10月31日 | 上重原町夕田 上重原町長篠の各一部                             |
| 東上重原6丁目 | 2007年（平成19年）10月5日  | 上重原町長篠の一部                                            |
| 東上重原6丁目 | 2008年（平成20年）10月31日 | 上重原町長篠の一部                                            |

## 世帯数と人口
2019年（令和元年）8月1日現在の世帯数と人口は以下の通りである。
| 町丁     | 世帯数  | 人口    |
| -------- | ------- | ------- |
| 東上重原 | 679世帯 | 1,436人 |

### 人口の変遷
国勢調査による人口の推移
| 2010年（平成22年） | 1,349人 | [ 7 ] |  |
| 2015年（平成27年） | 1,426人 | [ 8 ] |  |

## 学区
市立小・中学校に通う場合、学区は以下の通りとなる。
| 丁目          | 番・番地等                        | 小学校               | 中学校             |
| ------------- | --------------------------------- | -------------------- | ------------------ |
| 東上重原1丁目 | 32～33番、35～38番 40番、57～58番 | 知立市立猿渡小学校   | 知立市立知立中学校 |
| 東上重原1丁目 | その他                            | 知立市立知立西小学校 | 知立市立知立中学校 |
| 東上重原2丁目 | 全域                              | 知立市立猿渡小学校   | 知立市立知立中学校 |
| 東上重原3丁目 | 全域                              | 知立市立猿渡小学校   | 知立市立知立中学校 |
| 東上重原4丁目 | 全域                              | 知立市立知立西小学校 | 知立市立知立中学校 |
| 東上重原5丁目 | 全域                              | 知立市立知立西小学校 | 知立市立知立中学校 |
| 東上重原6丁目 | 全域                              | 知立市立知立西小学校 | 知立市立知立中学校 |

## 交通
- 国道23号
- 名鉄三河線

## 施設
- 長篠公園
- 夕田公園
- 世界心道教知立教会

- 世界心道教知立教会

## その他

### 日本郵便
- 郵便番号 : 472-0054[4]（集配局：知立郵便局[10]）。